# Championnats d'Afrique de tir 1984
Navigation
Le Caire 1987
Les championnats d'Afrique de tir 1984 sont la 1re édition des championnats d'Afrique de tir. Ils ont lieu en septembre 1984 à Tunis, en Tunisie. La compétition est exclusivement masculine.

## Médaillés
| Épreuves                     | Or                          | Argent                  | Bronze                     |
| ---------------------------- | --------------------------- | ----------------------- | -------------------------- |
| Carabine à 10 m air comprimé | Kenneth Johnston (en) (ZIM) | Rodney Pingstone (ZIM)  | Mohamed Ghozi (TUN)        |
| Carabine à 50 m couché       | Kenneth Johnston (en) (ZIM) | Suresh Gohil (KEN)      | Satiender Sehmi (en) (KEN) |
| Pistolet à 10 m air comprimé | Shuaib Adam (en) (KEN)      | Ammar Ammar (TUN)       | Hédi Ayari (TUN)           |
| Pistolet à 25 m              | Shuaib Adam (en) (KEN)      | Mounir Ben Khahla (TUN) | Hassen Hassen (TUN)        |